# Altinum
Altinum est une ville romaine aujourd'hui disparue, située à 5 km au nord-est de l'actuel aéroport de Venise. Elle fait partie de Quarto d'Altino. Cette ancienne ville des Vénètes est située à 15 km au SE de Trévise, près de la rive continentale de la lagune de Venise. Elle était également proche de l'embouchure des rivières Dese, Zero et Sile.
Aujourd'hui, Altinum est une zone archéologique et possède le musée archéologique national d'Altino (MANA).

## Histoire
C'est à Altinum que mourut en janvier 169 Lucius Verus, co-empereur romain avec Marc-Aurèle.
Ce port florissant et important centre commercial à l'époque romaine a été détruit par Attila en 452, comme une grande partie de la région. La ville s'est rétablie, mais a ensuite été abandonnée lorsque le sable de la lagune a commencé à la recouvrir. Ses habitants ont déménagé à Torcello et dans d'autres îles de la partie nord de la lagune. C'est ce qui a préservé les vestiges de l'ensemble de la cité d'Altinum jusqu'à nos jours.
Décrite par le géographe grec Strabon, la ville dont l'occupation remonte à l'âge du bronze domine la région de l'actuelle lagune de Venise pendant au moins six siècles avant son intégration dans l'Empire romain, avant de décliner à la fin de l'Antiquité. Du Ier au VIIe siècle, la ville prospère avec le commerce maritime  quand les invasions lombardes poussent les habitants à se réfugier sur les îlots qui formeront la future Venise.

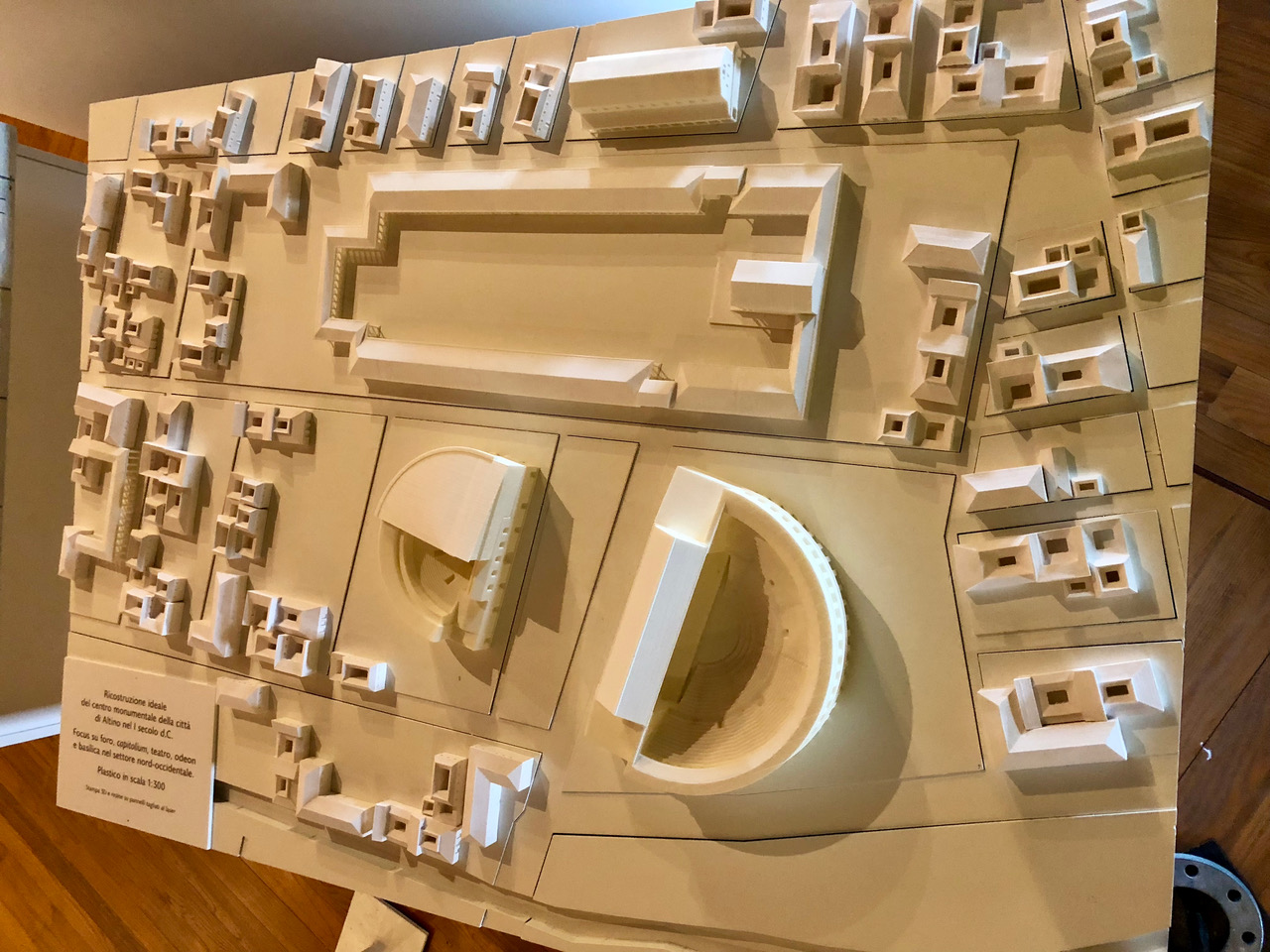
Maquette du centre de la cité d'Altinum au Ier siècle

## Fouilles et découvertes
En 2007, Paolo Mozzi, géomorphologue de l'Université de Padoue, entreprend une campagne de photos aériennes qui révèlent que les ruines de la cité sont parfaitement visibles. À ce jour, la cité qui n'a jamais été occupée après son abandon au VIIe siècle abrite un théâtre et un odéon, un forum, une basilique, des temples et probablement un canal. 
Fin 2009, l'équipe de chercheurs espère obtenir des financements pour entreprendre une vaste campagne de fouilles.

## Source
- Archéologia, Numéro 471, novembre 2009, p. 14.